# Аккаяуре
Аккаяуре (швед. Akkajaure, от луле-саамского Áhkájávrre) — одно из крупнейших водохранилищ Швеции. Расположено у истоков реки Лулеэльвен, вблизи высокой горы Акка в шведской Лапландии, в национальном парке Стура-Шёфаллет. Находится за полярным кругом, недалеко от границы с Норвегией.

## История

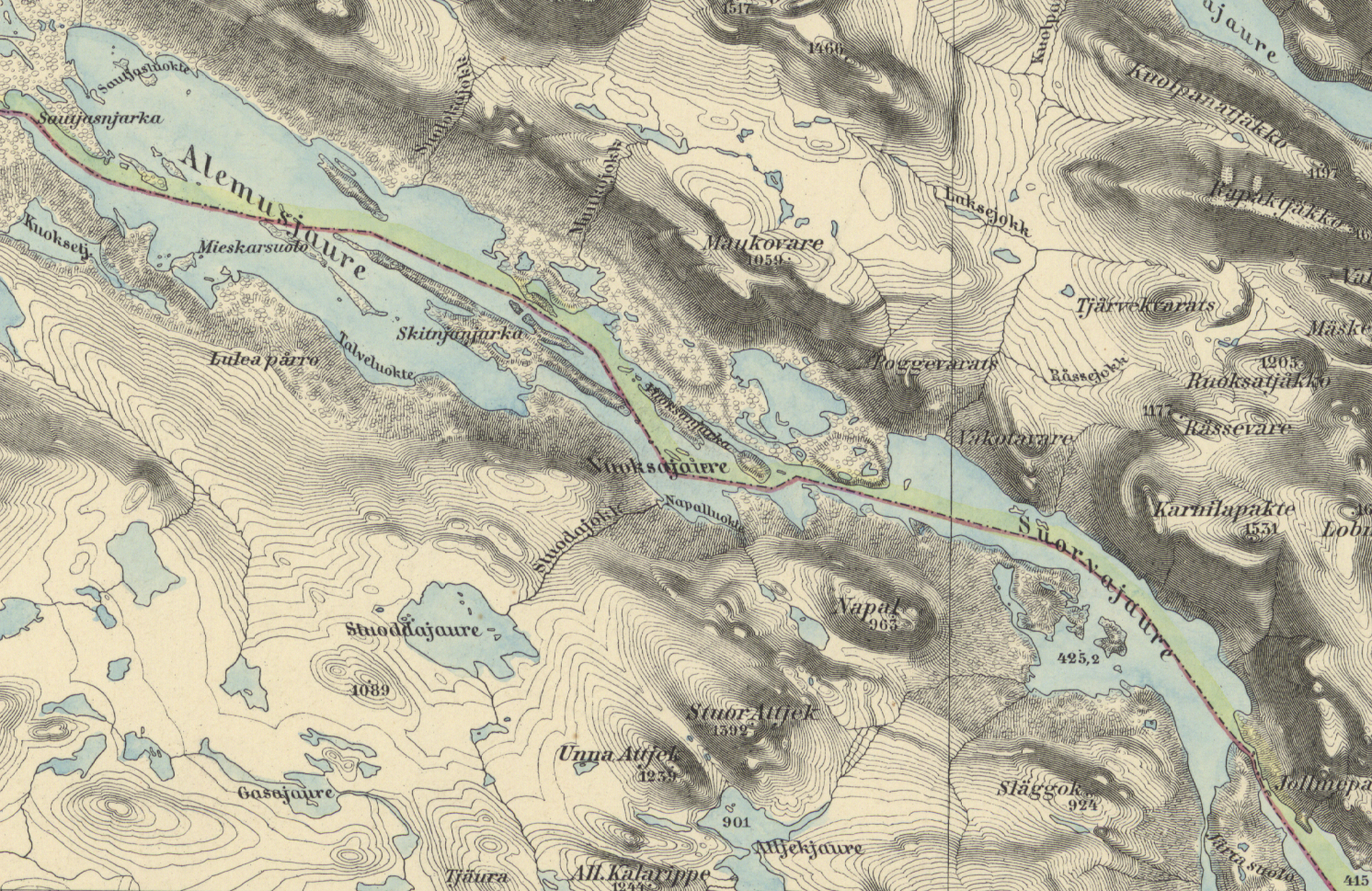
Карта 1880 года. Местность, затопленная при создании водохранилища

Образовалось после возведения в 1913—1923 годах дамбы. Глубина достигает 92 м. Используется для производства электроэнергии.